# استيعاب الكبير وترك الصغير
استيعاب الكبير وترك الصغير (بالصينية: 抓大放小، بالبينيين: Zhuā dà fàng xiǎo) كانت جزءًا من موجة من الإصلاحات الصناعية التي نفذتها الحكومة المركزية لجمهورية الصين الشعبية في عام 1996. وشملت هذه الإصلاحات جهودًا لتخصيص الشركات المملوكة للدولة وتقليص حجم قطاع الدولة.
تم تبني سياسة «استيعاب الأمور الكبيرة وترك الصغيرة» في سبتمبر 1997 في المؤتمر الخامس عشر للحزب الشيوعي الصيني. أشار مكون «استيعاب العنصر الكبير» إلى أن صانعي السياسة يجب أن يركزوا على الحفاظ على سيطرة الدولة على أكبر الشركات المملوكة للدولة (التي كانت تميل إلى أن تكون تحت سيطرة الحكومة المركزية).
وكان «التخلي عن المشروعات الصغيرة» يعني أن على الحكومة المركزية أن تتخلى عن السيطرة على الشركات الصغيرة المملوكة للدولة. اتخذ التخلي عن السيطرة على هذه الشركات عدة أشكال: إعطاء الحكومات المحلية سلطة إعادة هيكلة الشركات أو خصخصتها أو إغلاقها.